# Лодій Петро Дмитрович
Петро Дмитрович Лодій (Лодінко) (4 (15) травня 1764, с. Збой, Земплінський комітат, Угорське королівство — 10 (22) червня 1829, Санкт-Петербург, Російська імперія) — український філософ, письменник, поет, правник, педагог.

## Життєпис
Народився у с. Збой, Земплінського комітату, Угорського королівства (нині — Округ Снина, Пряшівський край, Словаччина). Походив з родини священика Дмитра Лодія. Початкову освіту здобув у Мукачеві, потім навчався у гімназії у Великому Варадині (нині — Орадя, Румунія), Ужгородській богословській семінарії.
У 1787 році закінчив Львівський університет, де згодом був професором логіки, метафізики й моральної філософії. З 1802 року — професор філософії, чистої та прикладної математики в Ягеллонському університеті у Кракові. У 1803 році, після заснування у Санкт-Петербурзі головного педагогічного інституту, запрошений його керівництвом на кафедру логіки, метафізики і моральної філософії, де викладав теоретичну та практичну філософію.
З 1819 року (після перетворення інституту на університет) — професор його філософсько-юридичного факультету, де викладав загальне (приватне, публічне, державне, народне) та кримінальне право. Обіймав також посади інспектора над класами шляхетних дівчат та інспектора Комерційного училища у Санкт-Петербурзі. Помер у Санкт-Петербурзі 22 червня 1829 року.

## Філософія
У своїх філософських поглядах розвивав ідеї Х. Вольфа та його послідовника Х. Баумейстера. Працю останнього «Настанови любомудрія повчального» у 1790 році переклав українською мовою. Відстоював з деїстичних позицій ідеї матеріалістичного сенсуалізму. Одним з перших піддав критиці вчення І. Канта з матеріалістичних позицій. Лодій критикував також погляди Д. Берклі, Д. Юма та Ф. Шеллінга. Не відкидав ідеї існування у світі божественного начала, однак засуджував спроби підпорядкування науки й філософії церкві. У 1810 році переклав російською мовою працю Л.—А. Фейєрбаха «Кримінальне право».

## Поезія
Як поет виступив з двома панегіричними поемами, написаними староукраїнською книжною мовою: «Ономастикон превелебнішому господину Миколаю Скородинському» (1790), присвячений львівському єпископському наміснику, й «Ономастикон превелебнішому господину Антонію Ангеловичу» (1791), присвячений львівському каноніку. Поряд із суто панегіричним змістом прославляв у поемах розвиток освіти рідною мовою, передбачав розквіт в України науки та мистецтва.

## Наукові праці
- «Логічні настанови до пізнання і розрізнення істинного та хибного» (1815 рік).
- «Теорія загальних прав, що містить у собі філософське вчення про загальне державне право» (1828 рік).

## Вшанування
На честь Петра Лодія 1993 року у Львові названа вулиця (місцевість Великі Кривчиці).